# Liste d'écrivains québécois par ordre alphabétique (Y)
Pour un article plus général, voir Littérature québécoise.
| Nom                     | Naissance | Décès | Genre(s) littéraire(s)     | Œuvre(s) majeure(s)  | Prix                           |
| Claude-Emmanuelle Yance | 1941      |       | nouvelle, roman            | Mourir comme un chat | Prix Adrienne-Choquette (1987) |
| Pierre Yergeau          | 1957      |       | roman, nouvelle, essai     | Les Amours perdues   | Prix Ringuet 2005              |
| Robert Yergeau          | 1956      | 2011  | poésie, essai              |                      |                                |
| Lélia Young             |           |       | poésie, nouvelle, critique |                      |                                |
| Josée Yvon              | 1959      | 1994  | poésie, théâtre, scénario  |                      |                                |